# Szerokie Siodło (Zawrat Kasprowy)
Szerokie Siodło – płytkie wcięcie w grani Zawratu Kasprowego w polskich Tatrach Zachodnich. Nazwa wprowadzona została przez Władysława Cywińskiego. Zawrat Kasprowy oddziela Jaworzynkę od Doliny Kasprowej, a dokładniej jej odnogi – Starych Szałasisk. Cały zbudowany jest ze skał wapiennych. Do Starych Szałasisk spod Szerokiego Siodła opada pionowa, a częściowo nawet przechylona ściana o wysokości 35 m. Jest to najniższe miejsce w całym skalnym murze Zawratu Kasprowego. Na przeciwną stronę, do doliny Jaworzynki opada spod Szerokiego Siodła żleb Szerokie. Jakieś 200 m niżej łączy się on ze żlebem Rynna i wspólnym, szerokim koryciskiem uchodzą do tzw. Wyżniej Polany Jaworzynka.

## Przypisy

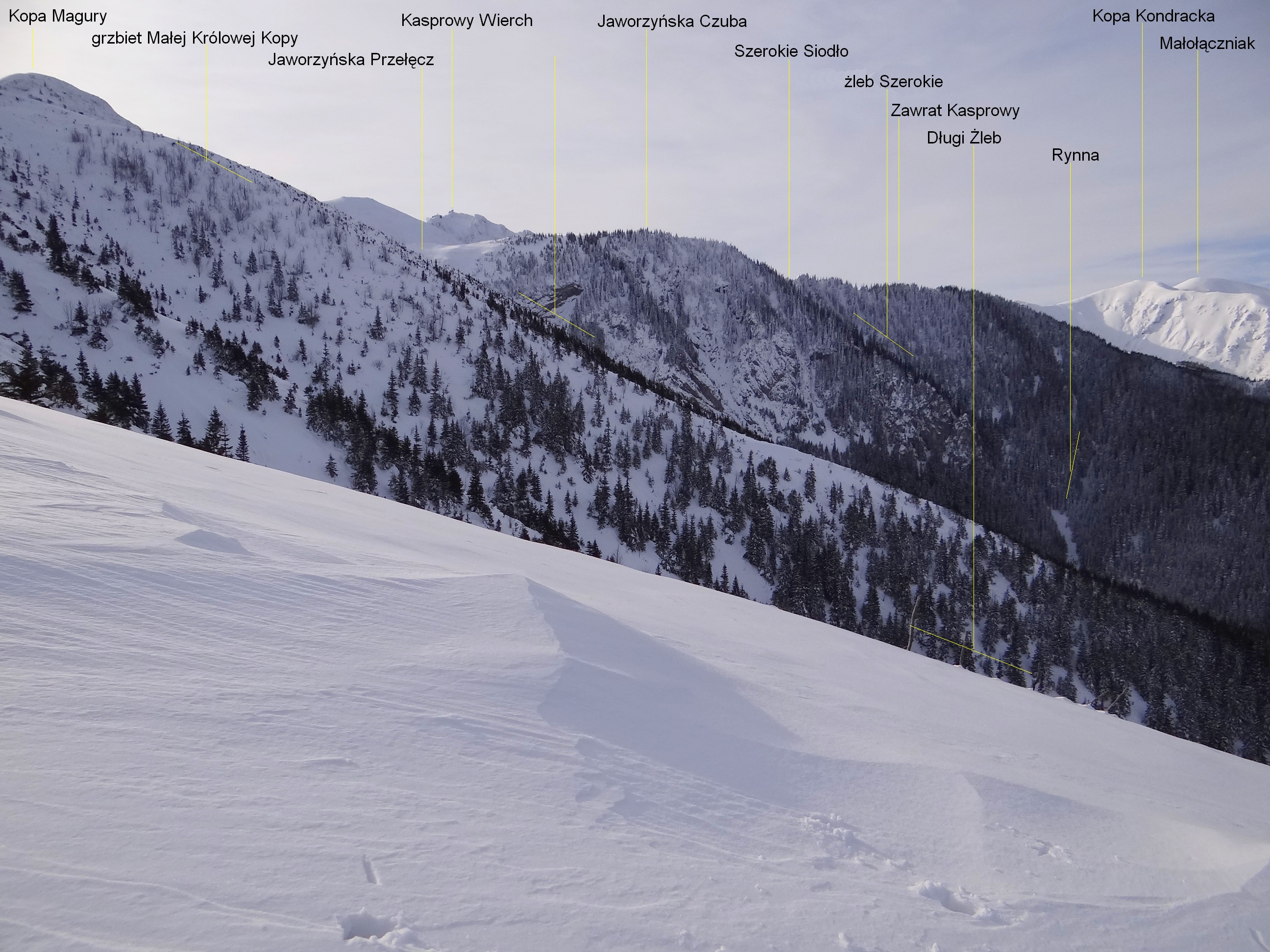
Widok od doliny Jaworzynki